# Knud Bergslien
Knud Larsen Bergslien (né le 15 mai 1827 – mort le 27 novembre 1908) est un peintre norvégien. Il est connu notamment pour ses portraits et pour ses œuvres historiques, dont Birkebeinerne på Ski over Fjeldet med Kongsbarnet.